# (2902) Westerlund
(2902) Westerlund – planetoida z grupy pasa głównego asteroid okrążająca Słońce w ciągu 3 lat i 100 dni w średniej odległości 2,2 au. Została odkryta 16 marca 1980 roku. Nazwa planetoidy pochodzi od Bengta Westerlunda, szwedzkiego astronoma. Przed nadaniem nazwy planetoida nosiła oznaczenie tymczasowe (2902) 1980 FN3.